# George Pólya
George Pólya (în maghiară Pólya György), (n. 13 decembrie 1887 Budapesta – 7 septembrie 1985, Palo Alto) a fost un matematician, fizician și filosof maghiar cu contribuții fundamentale în combinatorică (teoria grafurilor) și logică. 
A formulat teorema de enumerare a grafurilor publicată in Acta Mathematica și a avut contribuții majore în fundamentarea euristicii matematice. A aplicat procedeele bazate pe teoria grafurilor la aflarea numărului de structuri posibile-izomeri al unei substanțe, de obicei hidrocarburi alcani funcție de numărul atomilor de carbon.

## Opere
- Cum rezolvăm o problemă? traducere în română, Editura Științifică, 1965